# 1950 w Wojsku Polskim
Kalendarium Wojska Polskiego 1950 – wydarzenia w Wojsku Polskim w 1950 roku.

## Styczeń
1 stycznia
- połączono funkcje I wiceministra obrony narodowej i szefa Głównego Zarządu Politycznego Wojska Polskiego[1]

12 stycznia
- rozkaz dowódcy Wojsk Lądowych o organizacji szkolenia bojowego na poligonach opartego na obozach ćwiczebnych[2] → Poligony wojskowe w Polsce

12 stycznia
- rozpoczął się w WP ruch przodownictwa w wyszkoleniu; w latach 1950–1954 dowództwa poszczególnych okręgów wojskowych oraz dowództwa rodzajów sił zbrojnych, rodzajów wojsk i służb organizowały Zloty Przodowników Wyszkolenia[1] → Przodownik pracy

24–29 stycznia
- w Zakopanem odbyły się II Zimowe Zawody Sportowe Wojsk Lotniczych, a w punktacji ogólnej pierwsze miejsce zajął zespół Technicznej Szkoły Lotniczej[3] → Sporty zimowe

## Luty
4 lutego
- otwarto wystawę racjonalizatorów Wojsk Lotniczych, na której eksponowano między innymi prace wykonane przez podchorążych Technicznej Szkoły Lotniczej[1]

20 lutego
- minister obrony narodowej, marszałek Polski Konstanty Rokossowski, brał udział w otwarciu wystawy prac racjonalizatorskich w Technicznej Szkole Lotniczej[4]

27 lutego
- Minister Obrony Narodowej wydał rozkaz Nr 011/Org. w sprawie przeformowania Grupy Organizacyjno-Przygotowawczej Dowództwa Obrony Przeciwlotniczej w Dowództwo Obrony Przeciwlotniczej[5].

## Marzec
1 marca
- Dowództwo Wojsk Lądowych zostało przeformowane w Główny Inspektorat Wyszkolenia Bojowego[2]

21 marca
- na stanowisko dowódcy Obrony Przeciwlotniczej został wyznaczony sowiecki generał major artylerii Nikołaj Trawin

29 marca
- Minister Obrony Narodowej wydał rozkazy:

Nr 020/Org. w sprawie rozformowania 1 Okręgowego Batalionu Łączności w Legionowie i sformowania na jego bazie Batalionu Obserwacyjno-Meldunkowego OPL i Węzła Łączności Dowództwa Okręgu Wojskowego Nr I
Nr 021/Org. w sprawie przeniesienia Sztabu Generalnego Wojska Polskiego z etatu Nr 1/194 na etat Nr 1/232; nowy etat wprowadził podział Sztabu Generalnego WP na trzy piony: operacyjny, organizacyjno-mobilizacyjny oraz planowania i uzbrojenia

## Kwiecień
1 kwietnia
- w Warszawie odbył się I Zjazd Aktywu Służby Samochodowej Wojska Polskiego

28 kwietnia
- Minister Obrony Narodowej wydał rozkazy:

Nr 037/Org. w sprawie sformowania 5 Dywizji Lotnictwa Myśliwskiego OPL
Nr 040/Org. w sprawie przeformowania Głównego Zarządu Polityczno-Wychowawczego Wojska Polskiego w Główny Zarząd Polityczny WP

## Maj
1 maja
- w Warszawie odbyła się defilada wojskowa, w której uczestniczyły kolumny wszystkich rodzajów wojsk oraz szkół oficerskich[1]

4 maja
- Dowódca Wojsk Lotniczych wydał rozkaz nr 28 w sprawie ustanowienia dnia 23 sierpnia Świętem Lotnictwa Polskiego[8][4]

10 maja
- Plenum Komitetu Centralnego Polskiej Zjednoczonej Partii Robotniczej wybrało ministra obrony narodowej, marszałka Polski Konstantego Rokossowskiego na członka Biura Politycznego[1]

11 maja
- rozpoczęto letni okres szkolenia[2]

28 maja
- weszła w życie ustawa z dnia 4 lutego 1950 o powszechnym obowiązku wojskowym:

w skład Sił Zbrojnych wchodziły: wojska lądowe, wojska lotnicze, marynarka wojenna, wojska obrony przeciwlotniczej oraz wojska wewnętrzne (ochrony pogranicza i bezpieczeństwa wewnętrznego)
zasadnicza służba wojskowa mogła być odbywana jako: kadrowa służba wojskowa, terytorialna służba wojskowa albo zastępcza służba wojskowa
czas trwania kadrowej służby wojskowej wynosił: w wojskach lądowych i w wojskach obrony przeciwlotniczej - 2 lata, w wojskach lotniczych i w oddziałach lotniczych innych rodzajów wojsk, a także w marynarce wojennej - 3 lata, w wojskach wewnętrznych - 27 miesięcy
terytorialna służba wojskowa była odbywana okresowo w ciągu 4 lat (w pierwszym roku służby 4 miesiące, a w następnych trzech latach - po dwa miesiące)
czas trwania zastępczej służby wojskowej wynosił 2 lata
utraciła moc ustawa z dnia 9 kwietnia 1938 o powszechnym obowiązku wojskowym

## Czerwiec
3 czerwca
- ukazał się rozkaz o sformowaniu Brygad Wojsk Ochrony Pogranicza[11]
- na bazie 10 Brygady WOP powstała 9 Brygada WOP[12]
- w Gubinie sformowano 92 batalion WOP[12]

29 czerwca
- w Moskwie zawarto umowę z ZSRR na dostawę uzbrojenia i sprzętu wojskowego w latach 1951–1957[2]

## Lipiec
- z ZSRR do Polski trafiły pierwsze trzy odrzutowe samoloty myśliwskie MiG-17[13]
- ukazał się pierwszy numer miesięcznika „Wojsko Ludowe”, który powstał na bazie czasopism: „Praca polityczna w wojsku” i „Nasza Myśl”[1]

7 lipca
- Minister Obrony Narodowej wydał rozkaz Nr 066/Org. w sprawie przeformowania Biura Historycznego przy Głównym Zarządzie Polityczno-Wychowawczym Wojska Polskiego w Oddział XI Studiów i Doświadczeń Wojennych Sztabu Generalnego Wojska Polskiego[1] → Wojskowy Instytut Historyczny

22 lipca
- ukazał się pierwszy numer centralnego organu prasowego Ministerstwa Obrony Narodowej „Żołnierz Wolności”, będącego następcą „Polski Zbrojnej”[1]

22–23 lipca
- w Warszawie obradował Walny Krajowy Zjazd Ligi Przyjaciół Żołnierza

27 lipca
- weszło w życie zarządzenie Ministra Obrony Narodowej z dnia 1 lipca 1950 w sprawie udzielania zezwoleń na wyjazd za granicę żołnierzom w czynnej służbie, w stanie nieczynnym i stanu spoczynku[14]
- Minister Obrony Narodowej wydał rozkaz Nr 079/Org. w sprawie sformowania Grupy Organizacyjno-Przygotowawczej Lotniczej Stacji Badawczej
- Minister Obrony Narodowej rozkazem Nr 342/MON wprowadził do użytku "Statut Koleżeńskich Kas Oszczędnościowo-Pożyczkowych"[1]

## Sierpień
- ukazał się pierwszy numer miesięcznika „Myśl Wojskowa”[1]

20 sierpnia
- na lotnisku Okęcie miały miejsce centralne obchody Święta Lotnictwa w trakcie, których odbyła się parada lotnictwa wojskowego i sportowego, zrzut spadochroniarzy, a także pokaz w locie pierwszego w Polsce samolotu odrzutowego MiG-17; pilotem samolotu był radziecki oficer, podpułkownik Wasyl Gaszyn[15][1]

26 sierpnia
- weszła w życie ustawa z dnia 18 lipca 1950 o przysiędze wojskowej[16] → Przysięga wojskowa

## Wrzesień
7 września
- na stanowisko dowódcy Marynarki Wojennej powołano radzieckiego kontradmirała Wiktora Czerokowa[1]

12 września
- na łamach „Żołnierza Wolności” opublikowano list przodowników pracy z Nowej Huty do żołnierzy odchodzących do rezerwy[1]

16 września
- w Rembertowie generał broni Stanisław Popławski wręczył sztandar Wyższej Szkole Piechoty

## Październik
1 października

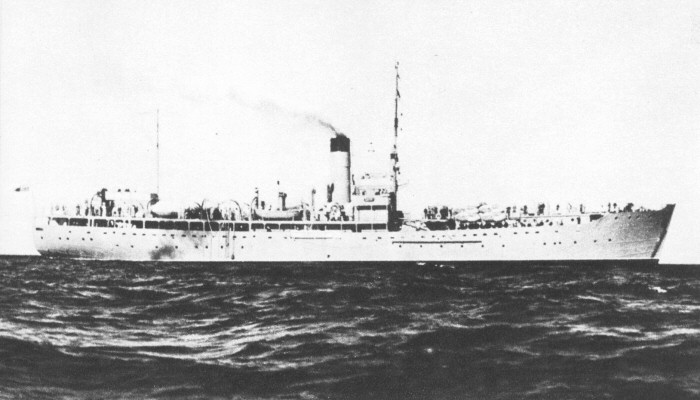
ORP Zetempowiec

- weszła w życie ustawa z dnia 27 czerwca 1950 Przepisy wprowadzające kodeks rodzinny[17]; na podstawie tej ustawy art. 73 prawa o aktach stanu cywilnego[18] otrzymał brzmienie: „Urzędnikowi stanu cywilnego nie wolno przyjąć oświadczenia o wstąpieniu w związek małżeński od osoby, pełniącej służbę wojskową, jeżeli nie zostało mu przedstawione zezwolenie na zawarcie małżeństwa, wydane przez właściwą władzę wojskową. Tryb udzielania zezwoleń na zawarcie małżeństwa przez władze wojskowe oraz właściwość tych władz określa Minister Obrony Narodowej”

7 października
- Minister Obrony Narodowej rozkazem Nr 63/MON ustanowił dzień 12 października Dniem Wojska Polskiego; Dzień Wojska Polskiego był dniem wolnym od zajęć służbowych[1]

12 października
- w Teatrze Polskim w Warszawie odbyła się akademia z okazji Dnia Wojska Polskiego, w której uczestniczyli między innymi: Prezydent Rzeczypospolitej Polskiej Bolesław Bierut, członkowie Rady Państwa, Rządu i Biura Politycznego KC PZPR, przedstawiciele Wojska Polskiego, stronnictw politycznych, organizacji społecznych i młodzieżowych, przedstawiciele nauki, kultury, sztuki[1]

19 października
- w Stoczni im. Komuny Paryskiej w Gdyni rozpoczęto przebudowę statku „Opole” na okręt szkolny Marynarki Wojennej, który później otrzymał nazwę ORP „Zetempowiec”

## Listopad
- Prezydent Rzeczypospolitej Polskiej zwolnił generał dywizji Piotra Jaroszewicza ze stanowiska wiceministra obrony narodowej i powołał go na stanowisko zastępcy przewodniczącego Państwowej Komisji Planowania Gospodarczego[1]

1 listopada
- powstał Wojskowy Klub Sportowy „Zakopane”[1]

16–22 listopada
- kadra i podchorążowie Oficerskiej Szkoły Lotniczej w Dęblinie spotkali się z przebywającym w Polsce radzieckim pilotem, bohaterem Związku Radzieckiego, Aleksiejem Mariesjewem[8]

21 listopada
- w Klubie Oficerskim im. Mieczysława Kalinowskiego w Warszawie odbyła się inauguracja roku szkolnego na pierwszym Wieczorowym Uniwersytecie Marksizmu-Leninizmu w Wojsku Polskim[1]
- odbył się pierwszy centralny zlot przodowników wyszkolenia wojsk łączności[1]

## Grudzień
5 grudnia
- Minister Obrony Narodowej zatwierdził „Sześcioletni plan rozwoju wojska na lata 1950-1955”[19]

6 grudnia
- Minister Obrony Narodowej wydał rozkaz Nr 0130/Org., w którym nakazał dowódcy Marynarki Wojennej:

przeformować Dowództwo MW na nowy etat,
rozformować Dowództwo Floty i Szczecińskiego Obszaru Nadmorskiego,
sformować Dowództwo Obrony Wodnego Rejonu Głównej Bazy w Gdyni-Oksywiu, Dowództwo Bazy Morskiej MW w Szczecinie, Dowództwo Lotnictwa MW w Gdyni-Babich Dołach oraz cztery komendy odcinków obserwacji i łączności MW w Pucku, Ustce, Kołobrzegu i Świnoujściu
18 grudnia
- Minister Obrony Narodowej wydał rozkaz Nr 73/MON w sprawie wprowadzenia jednolitego umundurowania koloru khaki dla wszystkich rodzajów wojsk i służb oraz zezwolenia na donaszanie dotychczasowego umundurowania do czasu upływu terminu używalności należności mundurowych[2][8][4]
- powołano Główne Kwatermistrzostwo Wojska Polskiego[2]
- wydano rekomendacje Sztabu Generalnego Sił Zbrojnych ZSRR w sprawie przygotowania obszaru Polski jako teatru działań wojennych pod względem rozbudowy wojska, łączności, komunikacji, lotnisk i przemysłu